# Eitan Tchernov
Eitan Tchernov (Tel Aviv, 16 settembre 1935 – 13 dicembre 2002) è stato un biologo, archeologo e zoologo israeliano.

## Biografia
Tchernov nacque a Tel Aviv, in Israele, e conseguì il dottorato di ricerca presso l'Università Ebraica di Gerusalemme nel 1966. Diresse il Centro per lo studio e la gestione dell'ambiente nel 1980 e l'Alto Comitato professionale dell'Autorità delle Riserve Naturali dal 1979 al 1982.
Nel 1991 fondò il Dipartimento di Evoluzione, Sistematica ed Ecologia presso l'Università ebraica di Gerusalemme, servendo come primo presidente. Fu anche coinvolto nella creazione dell'Autorità israeliana delle Riserve Naturali, servendo come primo ranger e in seguito membro del suo comitato consultivo scientifico. Allo stesso modo fu membro del consiglio di amministrazione della Società per la protezione della natura e di altri consigli per la conservazione della natura, tra cui il comitato UNESCO-MAB e SCOPE (Comitato scientifico sui problemi dell'ambiente). Fu coautore della rivista ambientale ebraica Sevivot dal 1986 al 2002.

## Opere
- An Early Neolithic Village in the Jordan Valley, Part II: The Fauna of Netiv Hagdud, 2004[3]
- Structure, Function and Evolution of Teeth, 1992[4]